# Michael Forgeron
Michael Forgeron, né le 24 janvier 1966 à Main-à-Dieu, est un rameur d'aviron canadien. 

## Carrière
Michael Forgeron participe aux Jeux olympiques de 1992 à Barcelone et remporte la médaille d'or avec le huit canadien composé de Andrew Crosby, Bruce Robertson, Darren Barber, Robert Marland, John Wallace, Terence Paul, Derek Porter et Michael Rascher.